# 宮越勉
宮越 勉（みやこし つとむ、1949年11月16日 - ）は、日本の近代日本文学研究者。専門は志賀直哉研究・白樺派研究。

## 略歴
1949年、岩手県胆沢郡生まれ。1974年、立教大学文学部日本文学科卒業。1984年、明治大学大学院博士課程文学研究科日本文学専攻退学。
明治大学大学院では本多秋五に師事した。
1997年、明治大学文学部専任講師。2000年、同専任助教授。2005年、同専任教授。
2006年、『志賀直哉 暗夜行路の交響世界』で明治大学博士（文学）。
2020年、定年退職。

## 著書
- 『志賀直哉 - 青春の構図』（武蔵野書房） 1991
- 『志賀直哉 暗夜行路の交響世界』（翰林書房） 2007
- 『志賀直哉 芸術小説を描き続けた文豪』（おうふう） 2018

## 論文
- 宮越勉